# 金兆钧
金兆钧（1958年—），中国乐评家，中国音乐家协会理事。

## 生平
1982年获北京师范学院文学学士学位。他在大学时就开始研究中国音乐，1977年曾任北京东城区工人俱乐部业余合唱团指挥。1987-1988年曾于中央音乐学院学习。1986年起在《人民音乐》编辑部工作，2002年起任编辑部主任。1987年、1991年分别当选中国音乐家协会、中国音乐美学学会会员。曾策划多次义演，并多次担任全国青年歌手大奖评委。

## 乐评
金兆钧大学时开始发表乐评，并在《北京青年报》、《南方周末》、《音乐生活报》、《演艺圈》上开过专栏。重要的评论文章有《音乐质能统一场论假说》、《青年流行音乐创作群体的心理分析》、《风从何处来？——评歌坛“西北风”》、《来去匆匆，风雨兼程——通俗音乐十年观》、《中国交响乐命运的探索》、《歌坛十年故事》、《我们需要什么样的音乐文化？》、《“私人叙事”与“宏大叙事”的两面神效应》等。他的批评着眼于音乐美学、流行音乐、音乐社会学和音乐心理学，支持新的歌曲和新的乐手。